# کریستیان سایگه
کریستیان سیگه (به آلمانی: Christian Ziege) بازیکن فوتبال و هافبک اهل آلمان است که از سال ۱۹۹۳ میلادی عضو تیم ملی فوتبال آلمان بوده‌است. وی در ۷۲ بازی ملی حضور داشته است و آخرین بازی ملی خود را در سال ۲۰۰۴ میلادی انجام داد. کریستیان سایگه در بازی‌های ملی‌اش ۹ گل به ثمر رساند.